# 장은영
장은영(張恩榮, 본래 1970년 1월 1일 음력 1969년 12월 서울특별시 ~ )은 대한민국의 미스코리아이자 전 아나운서이다.

## 학력
- 중경고등학교
- 연세대학교 신문방송학과 학사
- 연세대학교 대학원 언론홍보대학원

## 생애
- 1992년 제36회 미스코리아 선발대회에서 ‘미스코리아 선’으로 선발되었으며, 중경고등학교 2학년 도중 미국 이민을 떠났다가[1] 1991년 귀국하여 연세대학교 신문방송학과로 편입해 졸업 후 1994년 KBS에 20기 공채 아나운서로 입사하였다.
- 이후 1998년 KBS를 퇴사하였으며, 1999년 당시 동아그룹의 회장이던 27살의 연상 최원석과 혼인하였다.
- 그러나 2010년 4월 이혼하였으며, 같은 해 의류업체의 대표인 이원석과 혼인하여 2011년 3월 아들을 낳았다.
- 동아방송예술대학의 이사를 지냈다[2][3].

## 경력
- 《TV는 사랑을 싣고》 (1994년 8월 30일)
- 《KBS 뉴스라인》(1994년 10월 10일 ~ 1995년 4월 28일)
- 《열린음악회》(1995년 10월 23일 ~ 1996년 5월 7일)
- 《퀴즈탐험 신비의 세계》(1995년 7월 9일, 1995년 12월 2일)
- 《가족오락관》(1996년 4월 10일)
- 《KBS 뉴스광장》(1995년 9월 4일 ~ 1996년 11월 20일)
- 《KBS 뉴스네트워크》(1997년 3월 3일 ~ 5월 3일)

## 수상
- 《제36회 미스코리아》- 미스코리아 선 (1992년)
- 《제5회 우수프로그램 평가상 및 보도상》 - 진행상 (1996년)